# Ignace de Vologda
Pour les articles homonymes, voir Saint Ignace.
Le prince Ivan Andreievitch, en religion Ignace, né en 1477, mort en 1522, est un saint orthodoxe du XVIe siècle, fêté le 19 mai sous le nom de saint Ignace de Vologda (Игнатий Вологодский).

## Repères biographiques
Ivan (ou Jean) Andreievitch, né en 1477, est un des fils du prince d'Ouglitch Andrei Vassilievitch,. 
Alors qu'Ivan a 13 ans, son père est emprisonné pour des motifs politiques par son oncle qui est alors le grand prince de Moscou. Ivan Andreievitch et ses frères en subissent les conséquences, et sont emprisonnés avec leur père. Ils sont transférés dans différentes prisons et finissent dans celle de Vologda. Ivan devient moine pendant sa détention sous le nom d'Ignace. Il obtient de pouvoir communier juste avant de mourir, le 19 mai 1522. Sa vie a été marquée par les souffrances et les épreuves.
Réputé pour sa vertu et reconnu saint par l'Église orthodoxe, il est vénéré localement, dans les régions d'Oustioug et de Vologda. Sa fête est célébrée le 19 mai selon le calendrier julien, correspondant au 1er juin selon le calendrier grégorien.

## Notes et références

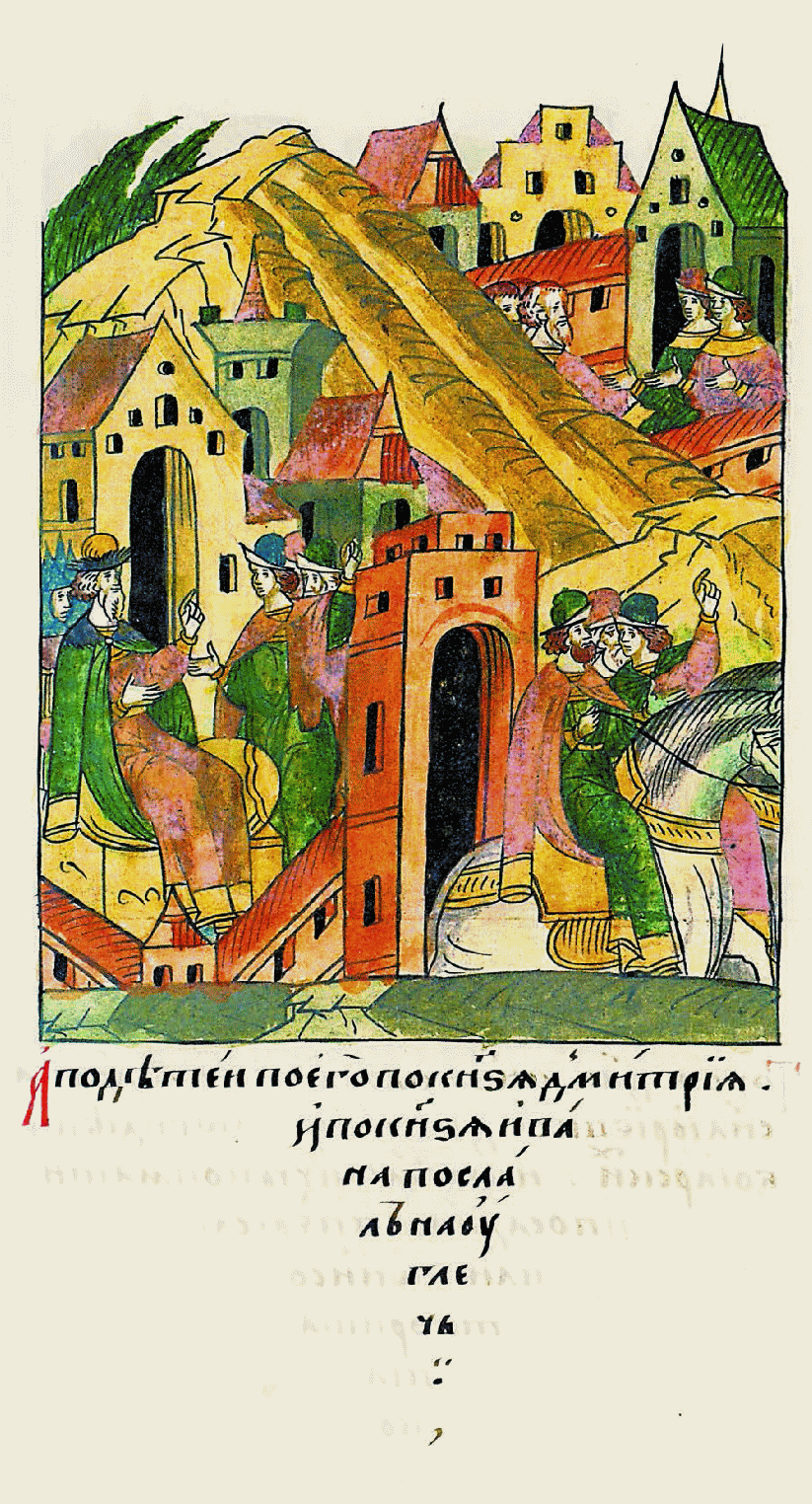
Arrestation des fils du prince André Vassiliévitch en 1492. Chronique d'Ivan le Terrible (XVIe siècle).